# Psapharochrus hebes
Psapharochrus hebes är en skalbaggsart som först beskrevs av Bates 1861.  Psapharochrus hebes ingår i släktet Psapharochrus och familjen långhorningar. Inga underarter finns listade i Catalogue of Life.